# Maraces lineata
Maraces lineata är en stekelart som beskrevs av Townes, Townes och Gupta 1961. Maraces lineata ingår i släktet Maraces och familjen brokparasitsteklar. Inga underarter finns listade i Catalogue of Life.